# George W. Summers

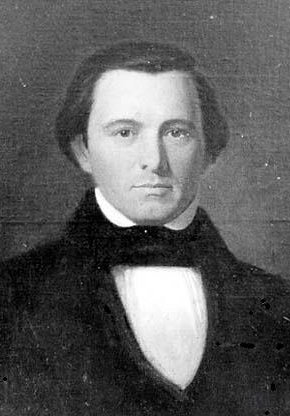
George W. Summers

George William Summers (* 4. März 1804 bei Alexandria, Virginia; † 19. September 1868 in Charleston, West Virginia) war ein US-amerikanischer Politiker. Zwischen 1841 und 1845 vertrat er den Bundesstaat Virginia im US-Repräsentantenhaus.

## Werdegang
George Summers besuchte zunächst eine Schule in Charleston und studierte danach am Washington College in Lexington, aus dem später die Washington and Lee University hervorging. Anschließend studierte er bis 1826 an der Ohio University in Athens. Nach einem Jurastudium und seiner 1827 erfolgten Zulassung als Rechtsanwalt begann er in Charleston in diesem Beruf zu arbeiten. Gleichzeitig schlug er eine politische Laufbahn ein. Von 1830 bis 1832 sowie nochmals zwischen 1834 und 1836 saß er im Abgeordnetenhaus von Virginia. Er wurde Mitglied der 1835 gegründeten Whig Party.
Bei den Kongresswahlen des Jahres 1840 wurde Summers im 19. Wahlbezirk von Virginia in das US-Repräsentantenhaus in Washington, D.C. gewählt, wo er am 4. März 1841 sein neues Mandat antrat. Nach einer Wiederwahl konnte er bis zum 3. März 1845 zwei Legislaturperioden im Kongress absolvieren. Seit 1843 vertrat er als Nachfolger von Cuthbert Powell den 14. Distrikt seines Staates. Seine Zeit im Kongress war von den Spannungen zwischen Präsident John Tyler und den Whigs geprägt. Außerdem wurde damals bereits über eine mögliche Annexion der seit 1836 von Mexiko unabhängigen Republik Texas diskutiert. 1844 wurde Summers nicht wiedergewählt.
Im Jahr 1850 nahm Summers als Delegierter an einer Versammlung zur Überarbeitung der Verfassung von Virginia teil. Ein Jahr später kandidierte er erfolglos für das Amt des Gouverneurs seines Staates. Zwischen 1852 und 1858 amtierte er als Richter im 18. Gerichtsbezirk von Virginia. Im Frühjahr 1861 gehörte er einer Verhandlungskommission an, die in der Bundeshauptstadt Washington erfolglos den Ausbruch des Bürgerkrieges zu verhindern suchte. Wenig später war er Delegierter auf der Versammlung, auf der der Staat Virginia seinen Austritt aus der Union erklärte. Summers war ein entschiedener Gegner dieses Schrittes. In den folgenden Jahren praktizierte er in seiner Heimat, die der Union die Treue hielt und 1863 zum neuen Bundesstaat West Virginia erhoben wurde, wieder als Anwalt. George Summers starb am 19. September 1868 in Charleston. Im Jahr 1871 wurde das damals neu geschaffene Summers County nach ihm benannt.